# Osen, Silistra
Osen (în bulgară Осен, în română Cazimlar) este un sat în comuna Glavinița, regiunea Silistra, Dobrogea de Sud, Bulgaria. 
Între anii 1913-1940 a făcut parte din plasa Turtucaia a județului Durostor, România.

## Demografie
Componența etnică a satului Osen
     Bulgari (97,43%)
     Nicio identificare (2,56%)
     Altele (0%)
La recensământul din 2011, populația satului Osen era de 117 locuitori. Din punct de vedere etnic, majoritatea locuitorilor (97,43%) erau bulgari. Pentru 2,56% din locuitori nu este cunoscută apartenența etnică.